# Dansand
Dansand A/S er en dansk producent af kvartssand til brug som forskellige byggematerialer. Dansand er lokaliseret i Addit ved Brædstrup, hvor de graver, sorterer og pakker sand til forskellige formål. I blandt deres sandprodukter er fugesand, sand til sportsanlæg og støbesand. Virksomheden blev etableret i 1971 og ejes af Poul Konrad Beck.